# Lauttamusjärvi
Lauttamusjärvi är en sjö i Finland. Den ligger i kommunen Kauhava i landskapet Södra Österbotten, i den centrala delen av landet, 300 km norr om huvudstaden Helsingfors. Lauttamusjärvi ligger 83 meter över havet. Arean är 16,8 hektar och strandlinjen är 2,3 kilometer lång. Sjön  ingår i Purmo å huvudavrinningsområde.   I omgivningarna runt Lauttamusjärvi växer i huvudsak blandskog.